# Israels bidrag i Eurovision Song Contest

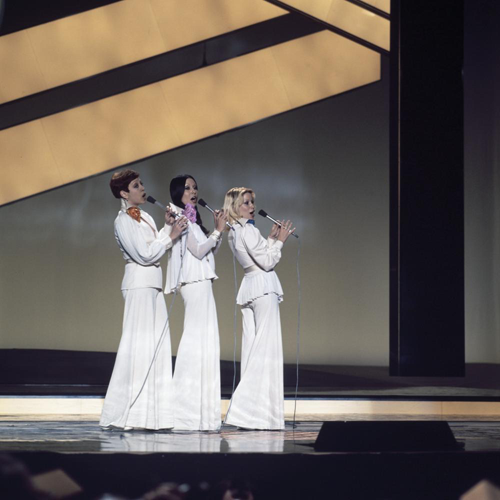
Shokolad Menta Mastik i Haag 1976.

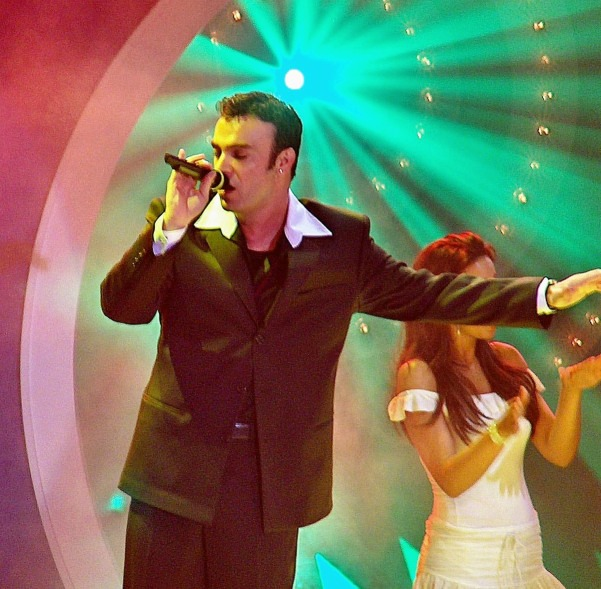
David D'or i Istanbul 2004.

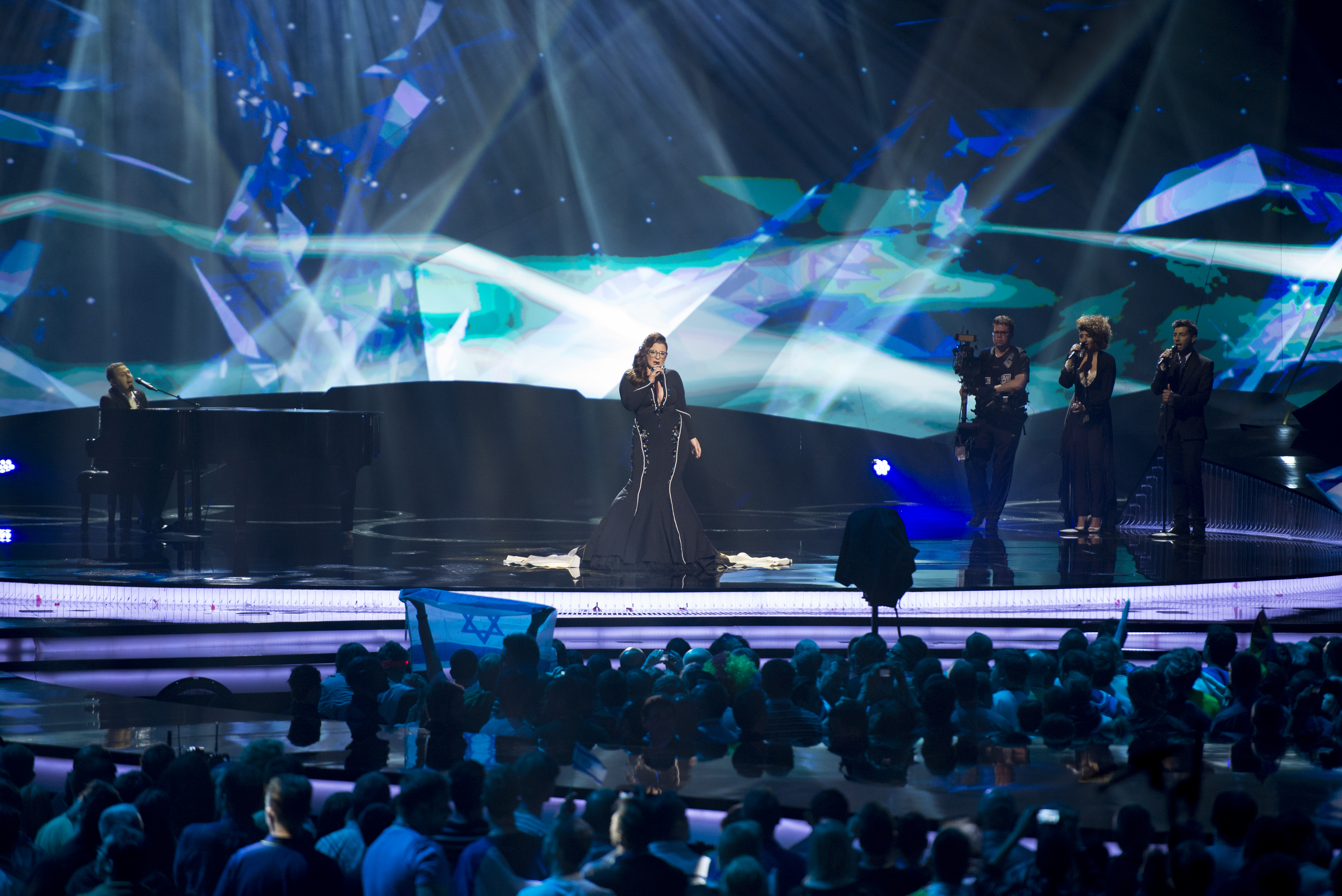
Moran Mazor i Malmö 2013.

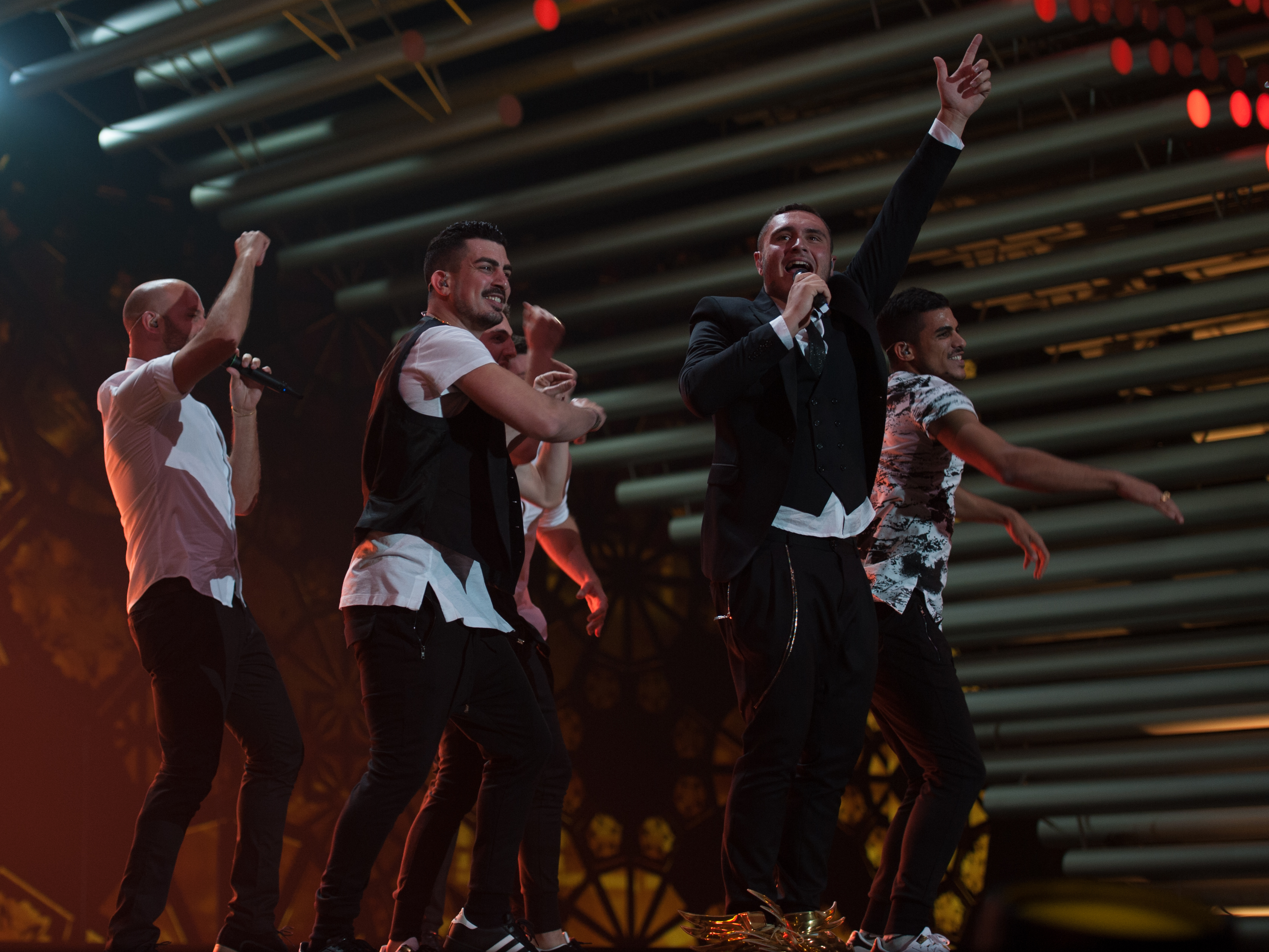
Nadav Guedj i Wien 2015.

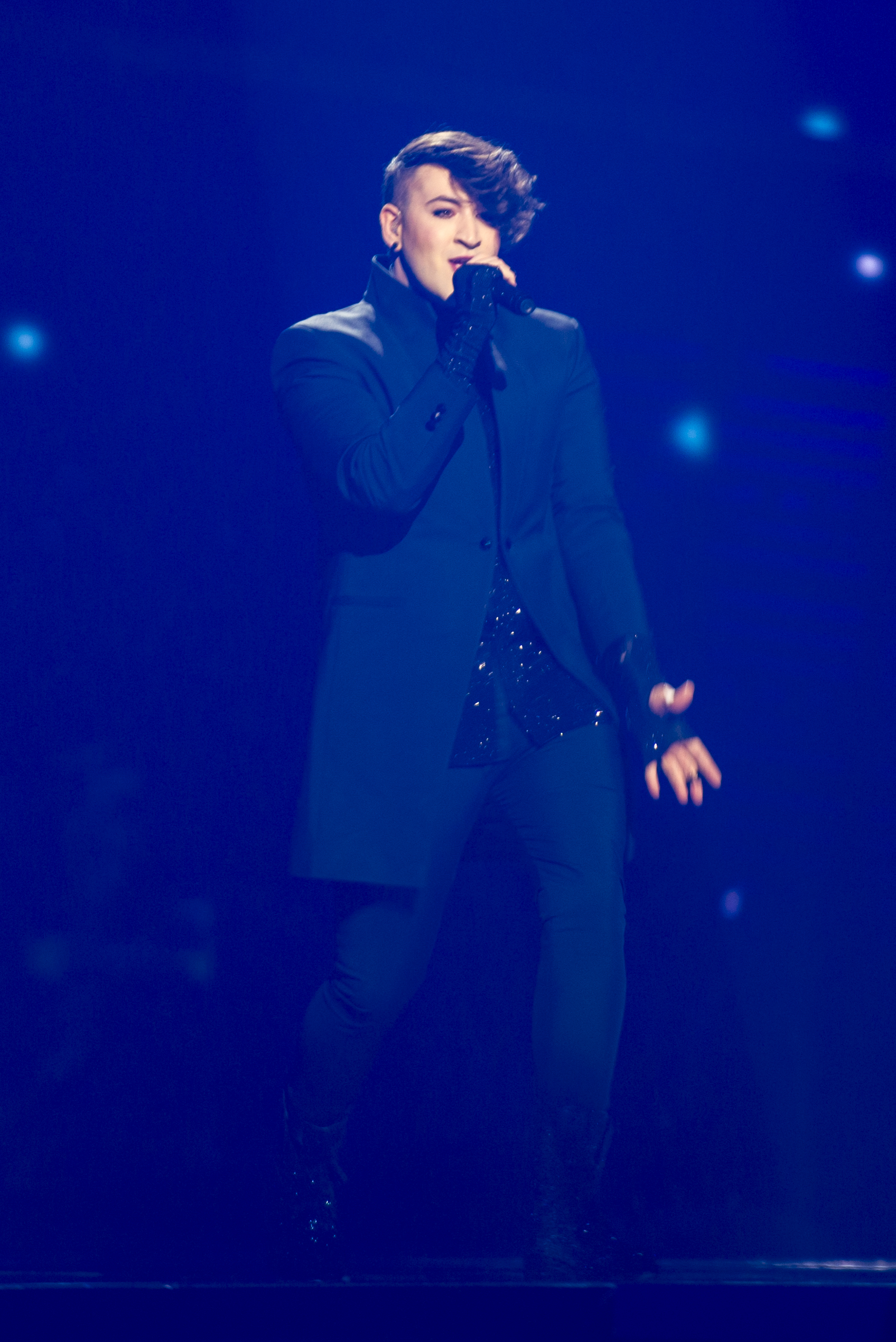
Hovi Star i Stockholm 2016.

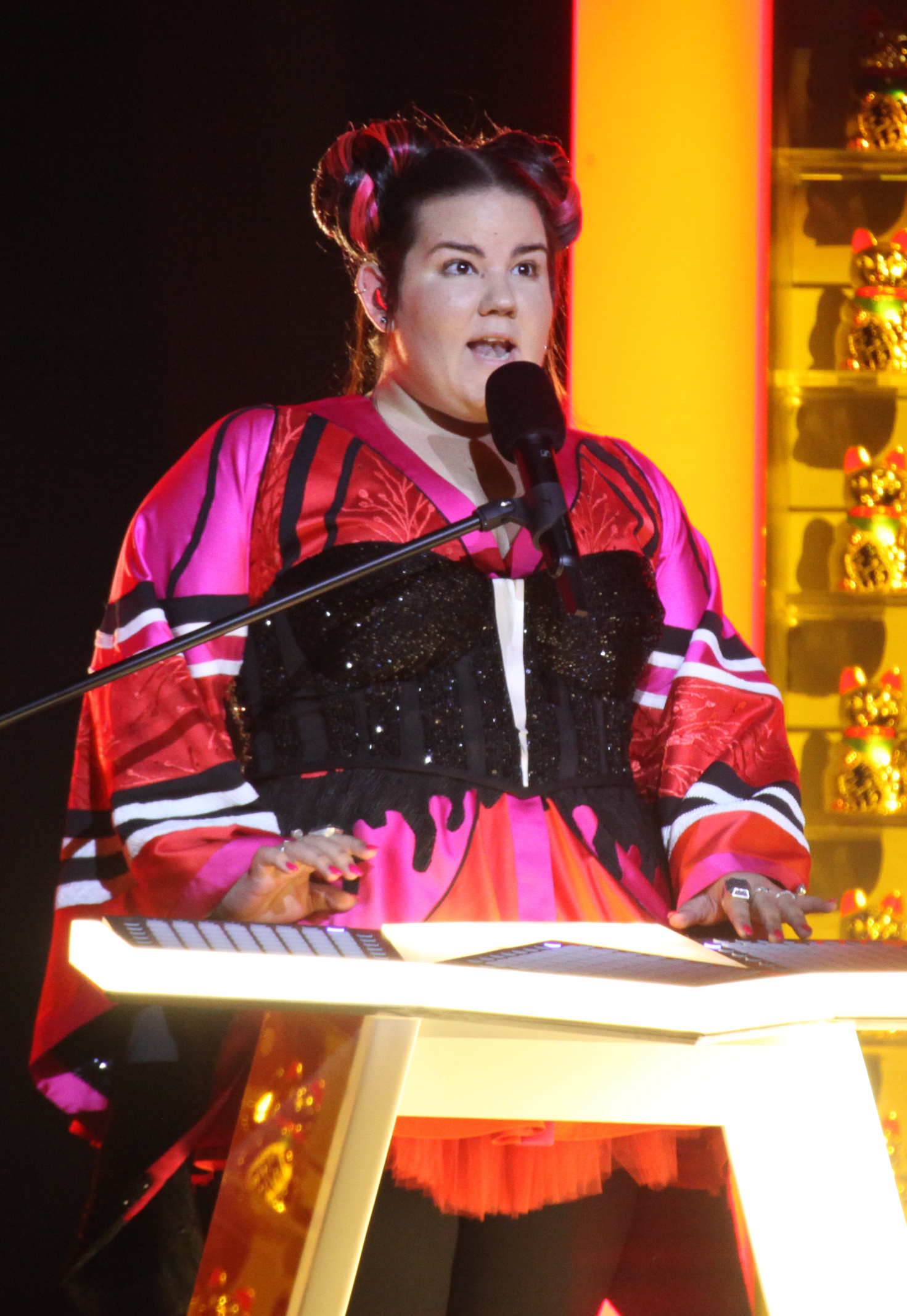
Netta Barzilai i Lissabon 2018.

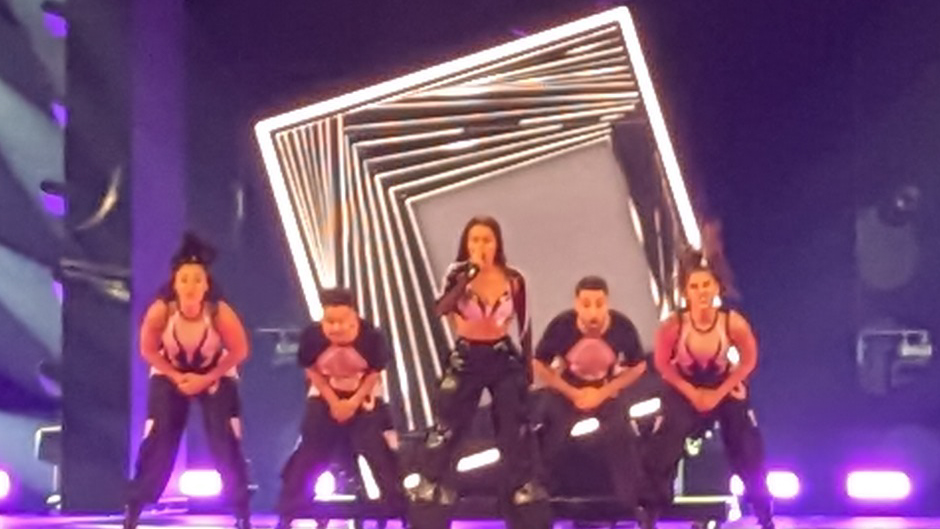
Noa Kirel i Liverpool 2023.

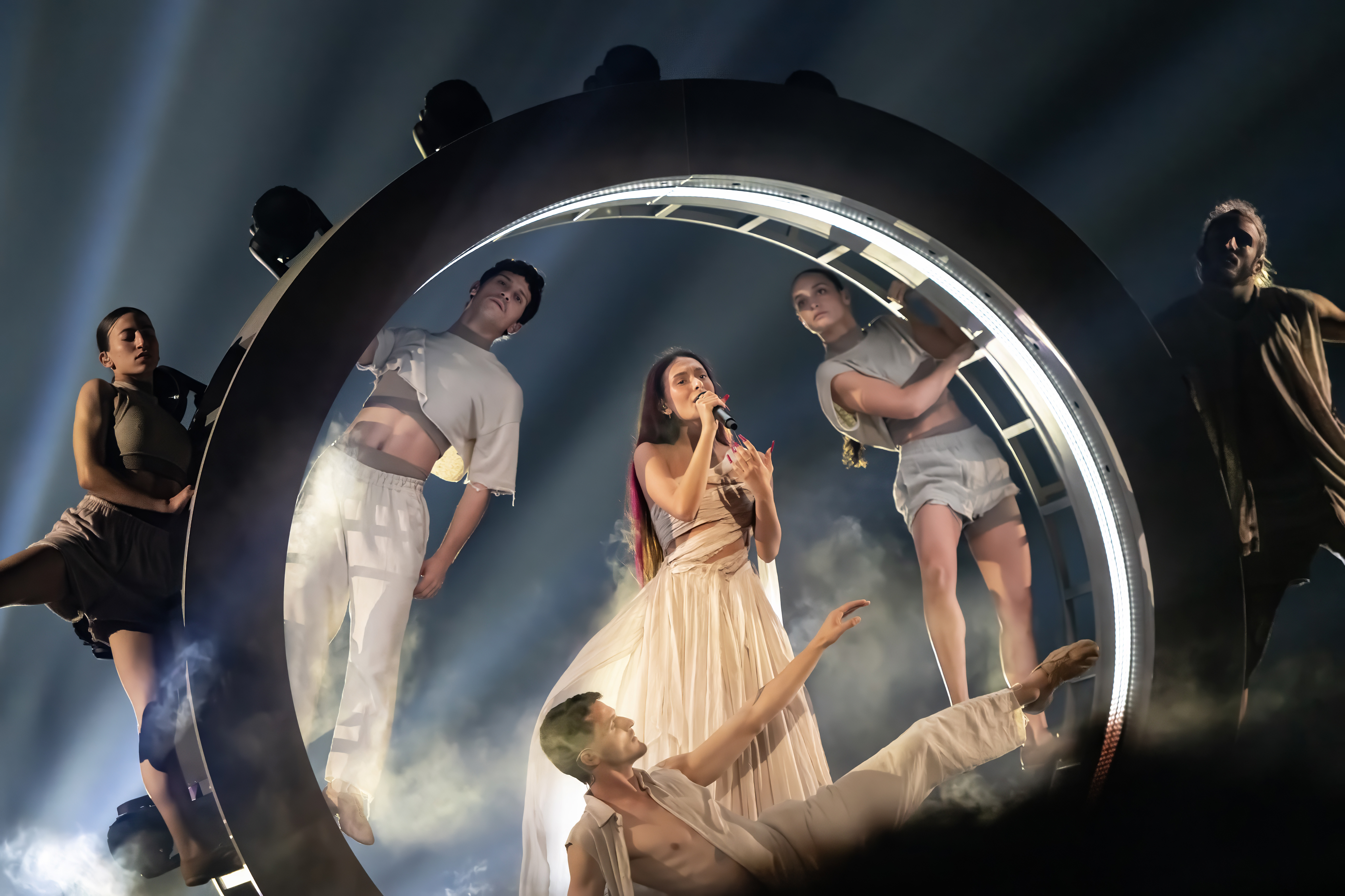
Eden Golan i Malmö 2024.

Israel debuterade i Eurovision Song Contest 1973 och har till och med 2025 deltagit 47 gånger. Det Israeliska tv-bolaget Israeli Public Broadcasting Corporation (KAN) har varit ansvarig för Israels medverkan varje år sedan 2018. Fram till 2017 var Israel Broadcasting Authority (IBA) ansvarig för Israels medverkan i tävlingen tills tv-bolaget lades ner. 
Israel har vunnit tävlingen fyra gånger; 1978, 1979, 1998 och 2018. Förutom segrarna har Israel hamnat ytterligare fyra gånger på pallplats. Tre andraplatser, 1982, 1983 och 2025 samt två tredjeplatser 1991 och 2023.

## Israel i Eurovision Song Contest

### Historia
Trots att landet inte ligger i Europa har Israel tillåtelse att delta i tävlingen för att landet har medlemskap i Europeiska radio- och TV-unionen (EBU). Första gången Israel deltog var 1973 då de representerades av sångerskan Ilanit och bidraget Ey Sham som tog dem till fjärde plats. Det tog inte längre än fem år tills Israel skulle ta sin första seger i tävlingen. Izhar Cohen och Alphabeta vann i Paris 1978 med bidraget A-Ba-Ni-Bi vilket följde att Jerusalem blev värdstad för tävlingen 1979. Israel vann på hemmaplan med den religiösa sången Hallelujah som framfördes av Gali Atari och Milk and Honey. Israel ställde inte upp i 1980 års tävling och är därmed det enda land i tävlingens historia som inte varit med året efter sin vinst. Tävlingen hölls istället i Haag i Nederländerna. Anledningen till att Israel inte deltog eller arrangerade tävlingen var på grund av ekonomiska problem och att tävlingen 1980 skulle arrangeras på en helig dag. Under 1980-talet hade Israel blandade resultat. Som bäst kom man tvåa två år i rad med Avi Toledano 1982 och Ofra Haza 1983. Israel deltog inte heller i tävlingen 1984 på grund av att tävlingen skulle hållas på en helig dag. 1991 kom Israel på tredjeplats i deras enda bronsplats hittills. Året därpå i Malmö hamnade man sexa där Dafna Dekel, som senare var programledare för tävlingen 1999, sjöng låten "Ze Rak Sport". Från 1994 fram till 2003 var de dåvarande tävlingsreglerna sådana att länder som placerade sig sämre ett år fick avstå medverkan året därpå för att kunna göra plats åt andra länder som hade fått avstå året innan att delta (Sovjetunionens och Jugoslaviens fall resulterade i att flera länder ville delta vilket ledde till denna regel). Israel uteblev därmed från tävlingen 1994 eftersom man hamnat lågt i finalen 1993. 1996 hade Israel valt ett bidrag för finalen i Oslo, Shalom Olam med Galit Bell, men bidraget kvalificerade sig inte till finalen på grund av en kvalificeringsomgång där juryn fick utse vilka 22 bidrag som skulle få delta i finalen, detta gjorde att Israel fick stanna hemma. De placerade sig 28:e av totalt 29 bidrag. Israel hade rätten att återvända till tävlingen 1997, men avböjde att delta då lokal minnesdag hölls samma datum som finalen skulle äga rum. 
Den tredje - och troligtvis mest kontroversiella - vinsten kom 1998 med den transsexuella Dana International och bidraget Diva, vilket upprörde många ortodoxa judar. På hemmaplan 1999 kom man på femteplats i finalen. Försök att göra något annorlunda, som Ping Pongs diskosatsning 2000, misslyckades. Dock uppmärksammades Ping Pong, dels för deras optimistiska sångtext och dels för deras budskap om försoning och fred i västra Asien. De gick till och med så långt som att vifta med Syriens flagga i slutet av deras framträdande vilket upprörde många israeler. 2004 införde EBU en semifinal i tävlingen. Enligt dåvarande system direktkvalificerade sig samtliga topp tio länder till finalen året därpå, en regel som gällde till 2007 och som 2008 ersattes med två semifinaler. Israel misslyckades med att nå finalen 2004. Shiri Maymons framträdande i Kiev (2005) lyckades få tillbaka Israel till topp fem och säkrade en plats i finalen i Aten 2006. Sångaren Eddie Butler representerade Israel 2006 med bidraget Together We are One och var direktkvalificerad till finalen tack vare Shiri Maimons höga placering året innan. Butlers bidrag hamnade dock på 23:e plats med endast fyra poäng och Israel var tillbaka i semifinalen året efter. IBA:s Eurovisionkommitté valde bandet Teapacks att representera landet i 2007 års upplaga i Helsingfors, där 28 länder deltog. Bandet kom inte vidare till finalen, utan placerade sig på 24:e av 28:e plats i semifinalen. Kritik riktades mot bidraget eftersom låten innehöll endast politiska budskap, vilket är strängt förbjudet i Eurovision. Låten handlade om konflikten mellan Iran och Israel. Till 2008 års upplaga infördes två semifinaler och samtliga länder förutom värdlandet och The Big Five måste kvala via semifinalsomgången. 2008–2010 kvalade sig Israel till finalen, men resultatmässigt blev det ingen höjdare i finalen. Som bäst kom man på niondeplats i finalen i Belgrad 2008. 
Mellan 2011 och 2014 nådde man aldrig finalen, trots att bland annat Dana International representerade landet igen 2011. 2015 var man tillbaka i finalen och har sedan dess varit i final varje år. Israel tog sin fjärde seger 2018 med bidraget "Toy" framförd av Netta Barzilai.

### Nationell uttagningsform
Israel har använt sig av olika metoder när det kommer till att utse artist och bidrag för tävlingen. När det gäller nationella uttagningar så har uppläggen och namnet varierat genom åren, med olika antalet heats, semifinaler och ibland bara finaler. Det har även varit tillfällen där man valt ut artisten internt och sedan arrangerat en nationell final för att utse låten. Vid flera tillfällen har man även enbart använt internval för att utse både artist och bidrag. 

## Resultattabell
| 1 | Vinnare                            |
| 2 | Andra plats                        |
| 3 | Tredje plats                       |
| ◁ | Sista plats                        |
| X | Ett bidrag valdes men tävlade inte |

| År               | Artist                            | Bidrag                                 | Språk                                    | Final              | Poäng              | Semi               | Poäng              |
| ---------------- | --------------------------------- | -------------------------------------- | ---------------------------------------- | ------------------ | ------------------ | ------------------ | ------------------ |
| 1973             | Ilanit                            | "Ey Sham"                              | Hebreiska                                | 4                  | 97                 | Inga semifinaler   | Inga semifinaler   |
| 1974             | Kaveret (Poogy)                   | "Natati La Khayay"                     | Hebreiska                                | 7                  | 11                 | Inga semifinaler   | Inga semifinaler   |
| 1975             | Shlomo Artzi                      | "At Va'Ani"                            | Hebreiska                                | 11                 | 40                 | Inga semifinaler   | Inga semifinaler   |
| 1976             | Shokolad Menta Mastik             | "Emor Shalom"                          | Hebreiska                                | 6                  | 77                 | Inga semifinaler   | Inga semifinaler   |
| 1977             | Ilanit                            | "Ahava Hi Shir Lishnayim"              | Hebreiska                                | 11                 | 49                 | Inga semifinaler   | Inga semifinaler   |
| 1978             | Izhar Cohen & Alphabeta           | "A-ba-ni-bi"                           | Hebreiska                                | 1                  | 157                | Inga semifinaler   | Inga semifinaler   |
| 1979             | Milk & Honey                      | "Hallelujah"                           | Hebreiska                                | 1                  | 125                | Inga semifinaler   | Inga semifinaler   |
| Deltog inte 1980 |                                   |                                        |                                          |                    |                    |                    |                    |
| 1981             | Hakol Over Habibi                 | "Halayla"                              | Hebreiska                                | 7                  | 56                 | Inga semifinaler   | Inga semifinaler   |
| 1982             | Avi Toledano                      | "Hora"                                 | Hebreiska                                | 2                  | 100                | Inga semifinaler   | Inga semifinaler   |
| 1983             | Ofra Haza                         | "Khay"                                 | Hebreiska                                | 2                  | 136                | Inga semifinaler   | Inga semifinaler   |
| Deltog inte 1984 |                                   |                                        |                                          |                    |                    |                    |                    |
| 1985             | Izhar Cohen                       | "Olé, Olé"                             | Hebreiska                                | 5                  | 93                 | Inga semifinaler   | Inga semifinaler   |
| 1986             | Moti Giladi & Sarai Tzuriel       | "Yavo Yom"                             | Hebreiska                                | 19                 | 7                  | Inga semifinaler   | Inga semifinaler   |
| 1987             | Datner & Kushnir                  | "Shir Habatlanim"                      | Hebreiska                                | 8                  | 73                 | Inga semifinaler   | Inga semifinaler   |
| 1988             | Yardena Arazi                     | "Ben Adam"                             | Hebreiska                                | 7                  | 85                 | Inga semifinaler   | Inga semifinaler   |
| 1989             | Gili & Galit                      | "Derekh Hamelekh"                      | Hebreiska                                | 12                 | 50                 | Inga semifinaler   | Inga semifinaler   |
| 1990             | Rita Kleinstein                   | "Shara Barkhovot"                      | Hebreiska                                | 18                 | 16                 | Inga semifinaler   | Inga semifinaler   |
| 1991             | Duo Datz                          | "Kan"                                  | Hebreiska                                | 3                  | 139                | Inga semifinaler   | Inga semifinaler   |
| 1992             | Dafna Dekel                       | "Ze Rak Sport"                         | Hebreiska                                | 6                  | 85                 | Inga semifinaler   | Inga semifinaler   |
| 1993             | Sarah'le Sharon & The Shiru Group | "Shiru"                                | Hebreiska, engelska                      | 24                 | 4                  | Inga semifinaler   | Inga semifinaler   |
| Deltog inte 1994 |                                   |                                        |                                          |                    |                    |                    |                    |
| 1995             | Liora                             | "Amen"                                 | Hebreiska                                | 8                  | 81                 | Inga semifinaler   | Inga semifinaler   |
| 1996             | Galit Bell                        | "Shalom Olam"                          | Hebreiska                                | Kvalificerade inte | Kvalificerade inte | 28                 | 12                 |
| Deltog inte 1997 |                                   |                                        |                                          |                    |                    |                    |                    |
| 1998             | Dana International                | "Diva"                                 | Hebreiska                                | 1                  | 172                | Inga semifinaler   | Inga semifinaler   |
| 1999             | Eden                              | "Yom Huledet (Happy Birthday)"         | Hebreiska, engelska                      | 5                  | 93                 | Inga semifinaler   | Inga semifinaler   |
| 2000             | PingPong                          | "Sameyakh"                             | Hebreiska                                | 22                 | 7                  | Inga semifinaler   | Inga semifinaler   |
| 2001             | Tal Sondak                        | "En Davar"                             | Hebreiska                                | 16                 | 25                 | Inga semifinaler   | Inga semifinaler   |
| 2002             | Sarit Hadad                       | "Nadlik Beyakhad Ner (Light a Candle)" | Hebreiska, engelska                      | 12                 | 37                 | Inga semifinaler   | Inga semifinaler   |
| 2003             | Lior Narkis                       | "Words for Love"                       | Hebreiska, engelska                      | 19                 | 17                 | Inga semifinaler   | Inga semifinaler   |
| 2004             | David D'Or                        | "Leha'amin"                            | Hebreiska, engelska                      | Kvalificerade inte | Kvalificerade inte | 11                 | 57                 |
| 2005             | Shiri Maimon                      | "HaSheket SheNish'ar"                  | Engelska, hebreiska                      | 4                  | 154                | 7                  | 158                |
| 2006             | Eddie Butler                      | "Together We Are One"                  | Hebreiska, engelska                      | 23                 | 4                  | Direktkvalificerad | Direktkvalificerad |
| 2007             | Teapacks                          | "Push the Button"                      | Engelska, franska, hebreiska             | Kvalificerade inte | Kvalificerade inte | 24                 | 17                 |
| 2008             | Boaz Mauda                        | "The Fire in Your Eyes"                | Hebreiska, engelska                      | 9                  | 124                | 5                  | 104                |
| 2009             | Noa & Mira Awad                   | "There Must Be Another Way"            | Engelska, hebreiska, arabiska            | 16                 | 53                 | 7                  | 75                 |
| 2010             | Harel Skaat                       | "Milim"                                | Hebreiska                                | 14                 | 71                 | 8                  | 71                 |
| 2011             | Dana International                | "Ding Dong"                            | Hebreiska, engelska                      | Kvalificerade inte | Kvalificerade inte | 15                 | 38                 |
| 2012             | Izabo                             | "Time"                                 | Engelska, hebreiska                      | Kvalificerade inte | Kvalificerade inte | 13                 | 33                 |
| 2013             | Moran Mazor                       | "Rak bishvilo"                         | Hebreiska                                | Kvalificerade inte | Kvalificerade inte | 14                 | 40                 |
| 2014             | Mei Finegold                      | "Same Heart"                           | Engelska, hebreiska                      | Kvalificerade inte | Kvalificerade inte | 14                 | 19                 |
| 2015             | Nadav Guedj                       | "Golden Boy"                           | Engelska                                 | 9                  | 97                 | 3                  | 151                |
| 2016             | Hovi Star                         | "Made of Stars"                        | Engelska                                 | 14                 | 135                | 7                  | 147                |
| 2017             | Imri                              | "I Feel Alive"                         | Engelska                                 | 23                 | 39                 | 3                  | 207                |
| 2018             | Netta                             | "Toy"                                  | Engelska                                 | 1                  | 529                | 1                  | 283                |
| 2019             | Kobi Marimi                       | "Home"                                 | Engelska                                 | 23                 | 35                 | Värdland           | Värdland           |
| 2020             | Eden Alene                        | "Feker Libi"                           | Engelska, amhariska, arabiska, hebreiska | Tävlingen inställd | Tävlingen inställd | Tävlingen inställd | Tävlingen inställd |
| 2021             | Eden Alene                        | "Set Me Free"                          | Engelska                                 | 17                 | 93                 | 5                  | 192                |
| 2022             | Michael Ben David                 | "I.M"                                  | Engelska                                 | Kvalificerade inte | Kvalificerade inte | 13                 | 61                 |
| 2023             | Noa Kirel                         | "Unicorn"                              | Engelska, hebreiska                      | 3                  | 362                | 3                  | 127                |
| 2024             | Eden Golan                        | "Hurricane"                            | Engelska, hebreiska                      | 5                  | 375                | 1                  | 194                |
| 2025             | Yuval Raphael                     | "New Day Will Rise"                    | Engelska, franska, hebreiska             | 2                  | 357                | 1                  | 203                |

## Värdland
Detta är en tabell över de år Israel varit värdland för tävlingen.
| År                           | Stad      | Plats                           | Presentör                                    |
| ---------------------------- | --------- | ------------------------------- | -------------------------------------------- |
| Eurovision Song Contest 1979 | Jerusalem | International Convention Center | Yardena Arazi, Daniel Pe'er                  |
| Eurovision Song Contest 1999 | Jerusalem | International Convention Center | Dafna Dekel, Sigal Shachamon, Yigal Ravid    |
| Eurovision Song Contest 2019 | Tel Aviv  | Expo Tel Aviv                   | Erez Tal, Bar Refaeli, Assi Azar, Lucy Ayoub |

## Röstningshistorik (1957–2021)
Källa: Eurovision Song Contest Database

### Israel hargivitmest poäng till...
| Endast finaler | Endast finaler | Endast finaler |
| Nr             | Land           | Poäng          |
| -------------- | -------------- | -------------- |
| 1              | Frankrike      | 175            |
| 2              | Sverige        | 171            |
| 3              | Storbritannien | 155            |
| 4              | Ryssland       | 151            |
| 5              | Spanien        | 125            |

| Finaler och semifinaler | Finaler och semifinaler | Finaler och semifinaler |
| Nr                      | Land                    | Poäng                   |
| ----------------------- | ----------------------- | ----------------------- |
| 1                       | Sverige                 | 215                     |
| 2                       | Ryssland                | 205                     |
| 3                       | Rumänien                | 182                     |
| 4                       | Frankrike               | 175                     |
| 5                       | Ukraina                 | 172                     |

### Israel harmottagitflest poäng från...
| Endast finaler | Endast finaler | Endast finaler |
| Nr             | Land           | Poäng          |
| -------------- | -------------- | -------------- |
| 1              | Frankrike      | 215            |
| 2              | Finland        | 160            |
| 3              | Schweiz        | 145            |
| 4              | Nederländerna  | 142            |
| 5              | Tyskland       | 141            |

| Finaler och semifinaler | Finaler och semifinaler | Finaler och semifinaler |
| Nr                      | Land                    | Poäng                   |
| ----------------------- | ----------------------- | ----------------------- |
| 1                       | Frankrike               | 262                     |
| 2                       | Finland                 | 209                     |
| 3                       | Nederländerna           | 203                     |
| 4                       | Tyskland                | 198                     |
| 5                       | Schweiz                 | 192                     |